# Сомы
Сомы́ (лат. Silurus) — род лучепёрых рыб семейства сомовых (Siluridae). 

## Описание
На нижней челюсти одна или две пары усиков. Спинной плавник очень маленький. Анальный плавник сливается с хвостовым плавником с четкой выемкой между ними. В анальном плавнике 56—88 лучей. Число позвонков всего от 52 до 74. Максимальные размеры различных видов — от 35 см до 5 м.

## Виды
В состав рода включают 14 видов, распространённых в водах Евразии:
- Silurus aristotelis Garman, 1890
- Silurus asotus Linnaeus, 1758 — Амурский сом
- Silurus biwaensis Tomoda, 1961
- Silurus duanensis X. Y. Hu, J. H. Lan & C. G. Zhang, 2004
- Silurus glanis Linnaeus, 1758 — Обыкновенный сом
- Silurus grahami Regan, 1907
- Silurus lanzhouensis H. L. Chen, 1977
- Silurus lithophilus Tomoda, 1961
- Silurus mento Regan, 1904
- Silurus meridionalis H. L. Chen, 1977
- Silurus microdorsalis Mori, 1936
- Silurus soldatovi Nikolskii & Soin, 1948 — Сом Солдатова
- Silurus triostegus Heckel, 1843

## Распространение
Представители рода встречаются в пресных водоемах Евразии, хотя амурский сом не избегает солоноватых вод.